# John Lee (Bassist)

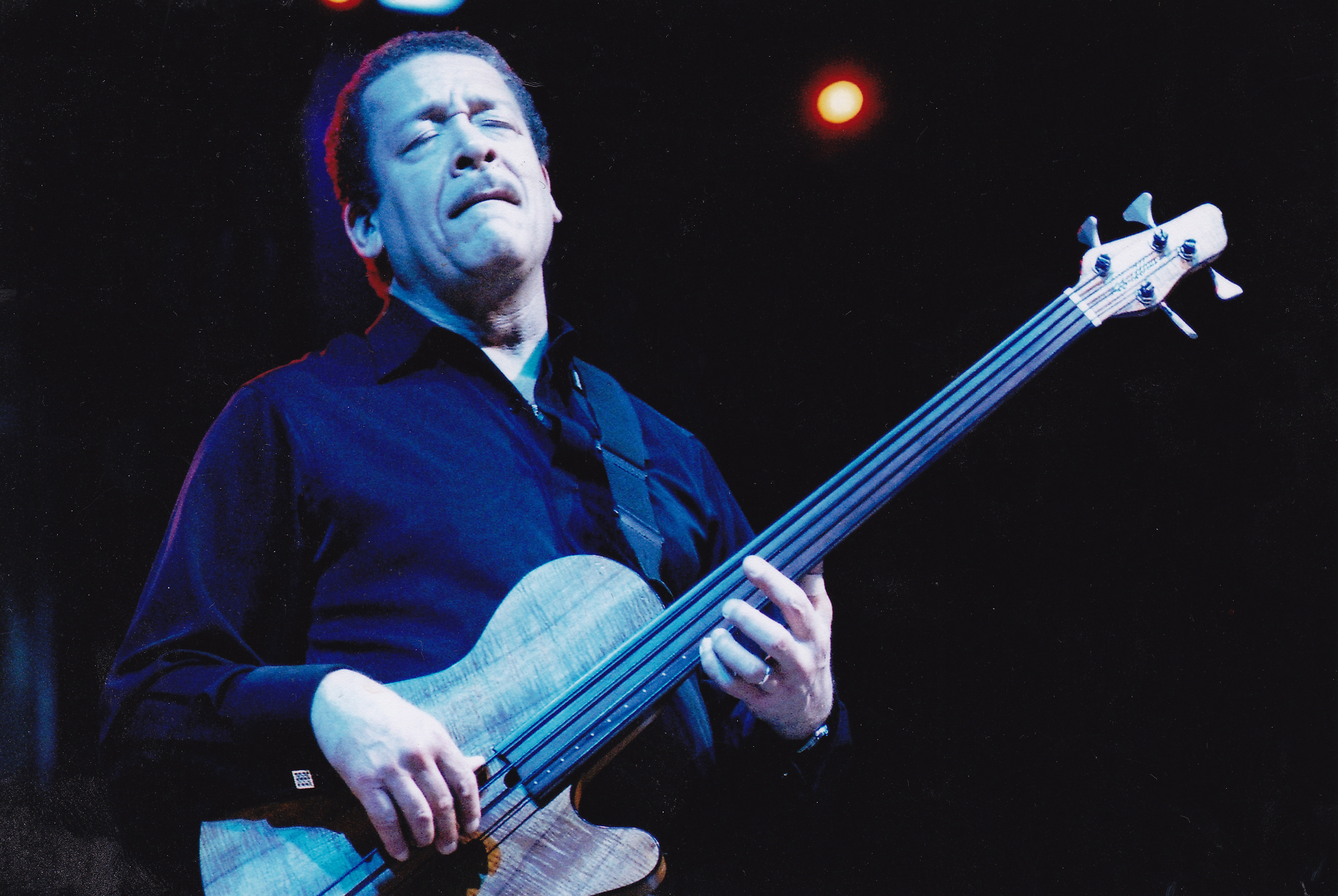
John Lee, 2014

John Gregory Lee (* 28. Juni 1952 in Roxbury (Massachusetts)) ist ein US-amerikanischer Bassgitarrist des Fusion- und Modern Jazz, der auch als Komponist, Produzent und Lehrer tätig ist. Im Gespann mit Gerry Brown galt er als „die Background-Paarung, die man braucht, um als Solist auf einen kraftvollen, versierten und inspirierten Rhythmus-Hintergrund zurückgreifen zu können“ (Stu Goldberg).

## Leben und Wirken
Lee ist der Sohn eines Marinemusikers; er wuchs zunächst in Connecticut und New York, dann in Philadelphia auf. Auf der Highschool traf er auf Gerry Brown, mit dem er auch auf der Musikakademie von Philadelphia (1970 bis 1972) studierte, bevor er mit Brown nach Europa reiste und in den Bands von Gary Bartz und Chris Hinze spielte; Aufnahmen mit Joachim Kühn, Toto Blanke, Toots Thielemans und Philip Catherine (September Man) schlossen sich an. 1974 kehrte Lee vorübergehend in die Staaten zurück, wo er mit Lonnie Liston Smith, Michal Urbaniak, Urszula Dudziak und Joe Henderson arbeitete, bevor er mit Brown Teil von Larry Coryells Eleventh House wurde. Ihr Debüt gab das angesehene Rhythmusgespann Brown-Jones mit „Infinite Jones“ (1973), an das sich weitere Platten (wie „Mango Sunrise“, „Still Can't Say Enough“ (1976)) anschlossen. In Europa traten sie zwischenzeitlich mit Jasper van’t Hofs Pork Pie auf; weiterhin gingen sie mit Danny Toan und mit Eef Albers auf Tournee. Mit Palle Mikkelborg und Bob Malach nahmen sie ihr Album „Chaser“ (1979) auf.
1981 spielte Lee auch bei den Heath Brothers, zwischen 1982 und 1984 dann bei McCoy Tyner. Anschließend arbeitete er von 1984 bis 1992 als Bassist in den Tourneebands von Dizzy Gillespie, aber auch in Dizzy’s 70th Anniversary Big Band, dem United Nation Orchestra und der postumen Alumni Band. Er spielte weiterhin bei Sonny Rollins, Max Roach und in der Fantasy Band. Darüber hinaus hatte er Auftritte mit Gil Evans, Jon Faddis, Freddie Hubbard, Robin Kenyatta, Slide Hampton, Stefanie Schlesinger, Wolfgang Lackerschmid und Claudio Roditi. Zu hören ist er auch auf Slide Hamptons Album Spirit of the Horn (2003).

## Lexikalische Einträge
- Leonard Feather, Ira Gitler: The Biographical Encyclopedia of Jazz. Oxford University Press, New York 1999, ISBN 0-19-532000-X.
- Martin Kunzler: Jazz-Lexikon. Band 1: A–L (= rororo-Sachbuch. Bd. 16512). 2. Auflage. Rowohlt, Reinbek bei Hamburg 2004, ISBN 3-499-16512-0.